# Territori de Tarragona
El Territori de Tarragona era un terme rural que ocupava el sector sud de l'actual terme de Reus, des del terme de Constantí, a llevant, fins al de Riudoms, a ponent, i que limitava al sud amb els termes de Tarragona, la Canonja, Vila-seca i Mascalbó. N'havia estat senyor «lo molt il·lustre i rmo. archabisbe de Tarragona». Es va formar a l'inici de la repoblació del Camp de Tarragona, ja que el 1165 ja consta documentat.
Ramon Amigó li atribueix una extensió de cap a tres mil hectàrees. En formaven part les actuals partides de terra reusenques de la Grassa, Quart i Plans de Quart, part de Bellissens, la Vinadera, Rubió, Blancafort, Aigüesverds i Porpres, i també la Grassa i les Puntes de Constantí, la Boella de La Canonja i la Plana de Vila-seca.

## Història
L'arquebisbe de Tarragona, que n'era el senyor, en percebia els tributs, ja que sembla que era un domini directe episcopal. Els documents conservats no anomenen el Territori com una unitat, sinó que parlen per separat de les partides de terra que el formaven. Al segle xvii els pagesos tenien les terres en alou, o sigui lliures de tota prestació a qualsevol senyor. Els censos de població parlen de molt pocs habitants en aquest territori. El Territori no va tenir residents fixos al llarg de l'edat mitjana, i fins al segle xvii i començaments del xviii. A primers del segle xviii, amb el Decret de Nova Planta vigent, en el fogatge de la Vegueria de Tarragona s'anomenen dues partides que formen la totalitat del Territori: «terme i parròquia de Constantí» i «terme sufragani de Vilaseca» i els atribueixen dues cases i vint-i-dues persones. El conjunt del Territori de Tarragona depenia eclesiàsticament de Constantí i de Vila-seca.
El Territori havia tingut ajuntament, que era el mas on residia el batlle, i no era sempre al mateix lloc. L'any 1635 era a La Boella, el 1827 era al Mas de l'Olivella, més tard conegut com a Mas de Miret, i ara desaparegut. El 1831 era batlle Pere Pujals, el 1837, Josep Casanoves i el 1844 Josep Gras.
El Terme del Territori va desaparèixer el 1848. S'havia format feia poc l'estat espanyol unitari, s'havien liquidat els últims vestigis dels senyorius feudals, s'havia dut a terme la desamortització dels béns eclesiàstics i s'iniciava la reorganització de l'administració pública. S'anaven constituint els termes municipals. La major part del terme rural del Territori s'incorporà al terme de Reus, amb l'excepció de les partides de la Boella, en part els Antigons i els Molinassos que van passar a la Canonja, i la Quadra de sant Esteve que es va incorporar a Vila-seca.